# 隆迪尼
隆迪尼（法語：Londigny，法語發音：[lɔ̃diɲi]）是法国夏朗德省的一个市镇，位于该省北部，属于孔福朗区。

## 地理
隆迪尼（46°4'59"N, 0°8'13"E）面积9.67 平方千米，位于法国新阿基坦大区夏朗德省，该省份为法国西部内陆省份，北起德塞夫勒省和维埃纳省，东临上维埃纳省，东南至多尔多涅省，南至多爾多涅省，西接滨海夏朗德省。
与隆迪尼接壤的市镇（或旧市镇、城区）包括：蒙让、圣马丹迪克洛谢。

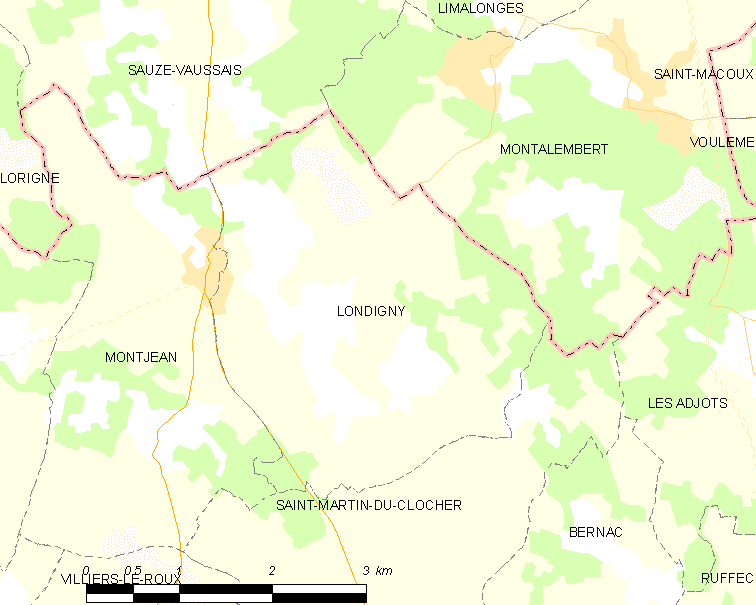
隆迪尼的OSM定位图

隆迪尼的时区为UTC+01:00、UTC+02:00（夏令时）。

## 行政
隆迪尼的邮政编码为16700，INSEE市镇编码为16189。

## 政治
隆迪尼所属的省级选区为夏朗德北县。

## 人口

1962-2008年间隆迪尼人口变化图示

隆迪尼于2022年1月1日时的人口数量为246人。